# Potamalpheops pylorus
Potamalpheops pylorus is een garnalensoort uit de familie van de Alpheidae. De wetenschappelijke naam van de soort is voor het eerst geldig gepubliceerd in 1979 door Powell.